# Göinge kontrakt

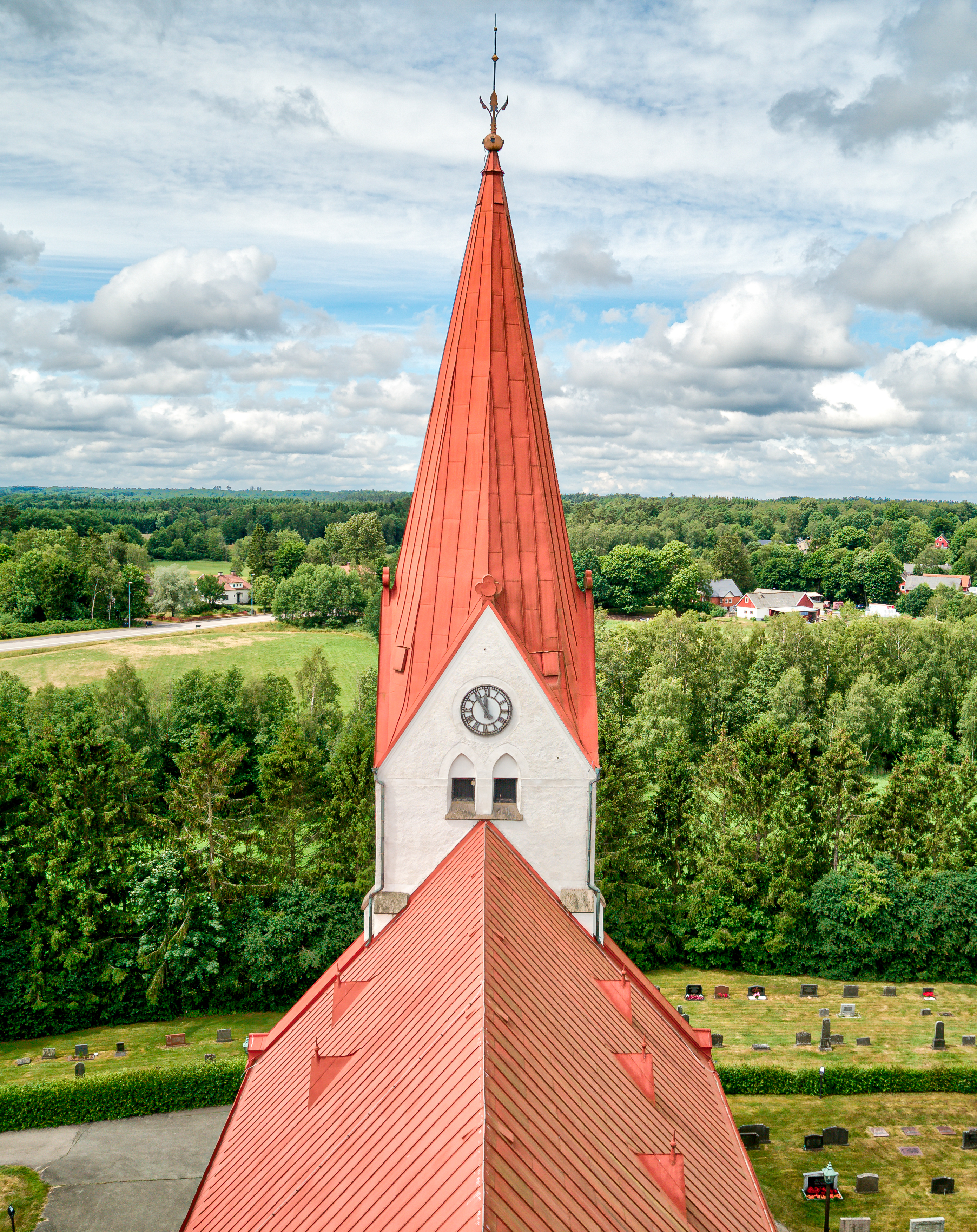
Röke kyrkspira

Göinge kontrakt är från 2018 ett kontrakt i Lunds stift inom Svenska kyrkan. 
Kontraktskoden är 0715.

## Administrativ historik
Kontraktet bildades den 1 januari 2018 av
Västra Göinge kontrakt med
- Farstorps församling
- Hässleholms församling
- Norra Åkarps församling
- Röke församling som 2022 uppgick i Tyringe församling
- Sösdala församling
- Tyringe församling
- Vankiva församling
- Verums församling
- Vinslövs församling
- Vittsjö församling
- Västra Torups församling som 2022 uppgick i Tyringe församling

Östra Göinge kontrakt med
- Broby-Emmislövs församling
- Glimåkra församling  uppgick 2022 i Glimåkra-Hjärsås församling
- Hjärsås församling namnändrades 2022 till Glimåkra-Hjärsås församling
- Knislinge-Gryts församling
- Kviinge församling
- Loshults församling
- Osby-Visseltofta församling
- Örkeneds församling